# Супійський провулок
Супійський прову́лок — провулок у Голосіївському районі міста Києва, місцевість Добрий Шлях. Пролягає від тупика до провулку Владислава Заремби.

## Історія
Провулок утворився в першій половині XX століття, мав назву 2-га Нова вулиця, з 1944 року — Путівельська вулиця. Мав назву — з 1955 року, на честь міста Тула. 25 серпня 2022 року перейменовано Супійський, на честь річки Супій .